# Sebaea grandis
Sebaea grandis là một loài thực vật có hoa trong họ Long đởm. Loài này được (E.Mey.) Steud. miêu tả khoa học đầu tiên năm 1841.